# Stephen Gethins

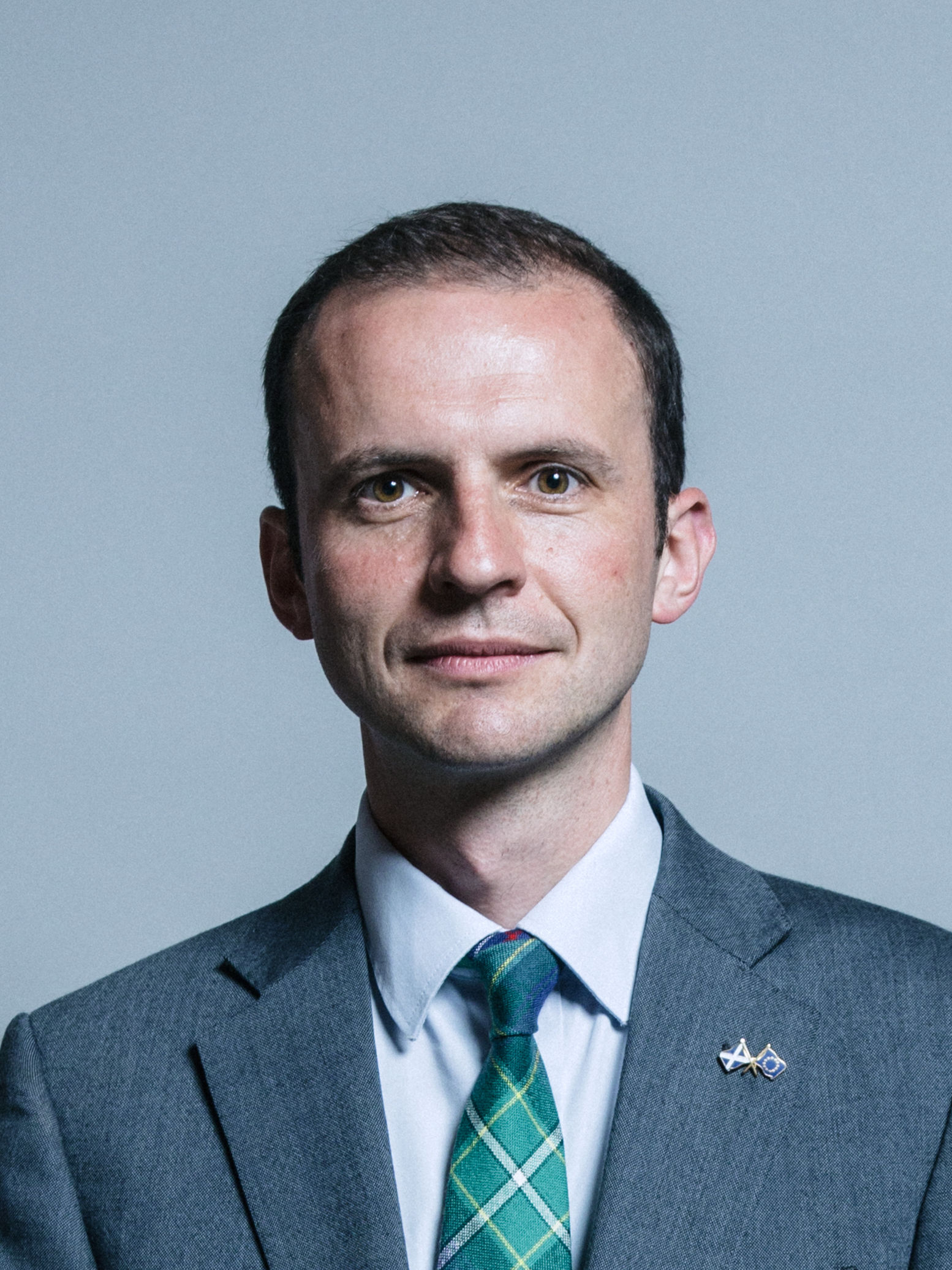
Stephen Gethins

Stephen Patrick Gethins (* 28. März 1976) ist ein britischer Politiker der Scottish National Party (SNP).

## Leben
Bei seinem Studium der Rechtswissenschaften an der Universität Dundee fokussierte Gethins auf öffentliches internationales Recht. Des Weiteren studierte er an der Universität Antwerpen und erwarb einen Masterabschluss von der Universität von Kent. Gethins war für verschiedene Nichtregierungsorganisationen tätig und insbesondere in die Entmilitarisierung und Demokratisierung in den Konflikten im Kaukasus und dem Balkan involviert.

## Politischer Werdegang
Gethins fungierte als Berater des Ersten Ministers bei europäischen und internationalen Themen sowie ländlichen Angelegenheiten, Energie und Klimawandel. Des Weiteren war er politischer Berater im Ausschuss der Regionen.
Bei den britischen Unterhauswahlen 2015 bewarb sich Gethins für die SNP um das Mandat des Wahlkreises North East Fife. Er beerbte damit seinen Parteikollegen Roderick Campbell, der bei den beiden vorangegangenen Wahlen kein Mandat erringen konnte. Der amtierende Liberal-Demokrat Menzies Campbell, welcher den Wahlkreis seit 1987 im britischen Unterhaus vertrat, trat zu diesen Wahlen nicht mehr an. Mit den massiven Stimmgewinnen der SNP bei diesen Wahlen gewann Gethins mit 40,9 % die Stimmmehrheit und zog in der Folge erstmals in das britische Unterhaus ein. Im Parlament ist Gethins Mitglied des Foreign Affairs Committee und seit Januar 2016 außerdem eines zugehörigen Unterausschusses. Mit einem Vorsprung von nur zwei Stimmen vor der liberaldemokratischen Herausforderin behauptete Gethins bei den vorgezogenen Unterhauswahlen 2017 sein Mandat. Bei den vorgezogenen Unterhauswahlen 2019 unterlag er der Liberaldemokratin Wendy Chamberlain und schied aus dem Unterhaus aus.